# Cactus and Succulent Society of America
Cactus and Succulent Society of America (CSSA) fue fundada en 1929 en Pasadena, California 
y ha crecido hasta abarcar más de 80 clubes afiliados y miles de miembros en todo el mundo. El propósito principal de la sociedad es conocer las plantas suculentas y plantas hortícolas a través del descubrimiento, los viajes y la investigación científica, con una especial preocupación por la preservación del hábitat y los problemas de conservación en los desiertos de todo el mundo.